# 太行山路站
太行山路站是青岛地铁1号线的地铁车站，位于中华人民共和国山东省青岛市黄岛区长江西路与太行山路交叉口西侧，于2021年12月30日开通。

## 车站结构
太行山路站位于长江西路与太行山路交叉口西侧，沿长江西路设置，呈东西走向，为地下两层岛式站台车站，车站长207米，标准段宽21.22米，车站地下一层为站厅层，地下二层为站台层，站台设置全高站台门。
| 地面              | 出入口 | A、B、C、D出入口                                                                                          |
| 地下一层          | 站厅   | 客服中心、自动售票机、验票机                                                                              |
| 地下二层          | 站台   | \| \| \| 1号线往王家港（石油大学） \| \| 島式 · 開左邊车门 \| \| \| \| \| \| 1号线往东郭庄（井冈山路） \| |
|                   |        | 1号线往王家港（石油大学）                                                                                 |
| 島式 · 開左邊车门 |        | |
|                   |        | 1号线往东郭庄（井冈山路）                                                                                 |

## 出入口
太行山路站共设4个出入口，各出口及周围设施如下所示：
| 编号                | 指示         | 建议前往的目的地           | 图片 |
| ------------------- | ------------ | -------------------------- | ---- |
| A · 出口            | 长江西路(北) |                            |      |
| B · 出口            | 长江西路(北) | 青岛西海岸新区太行山路小学 |      |
| C · 出口            | 长江西路(南) | 青岛西海岸汽车东站         |      |
| D · 出口 · （设有） | 长江西路(南) |                            |      |
| 图例： 设有         |              |                            |      |

## 接驳交通

### 公交车
- 西海岸汽车东站：K1路，K3路，L1路，东16路，黄岛18路，黄岛18路嘉陵江东路区间车，黄岛4路，黄岛19路，黄岛20路，黄岛22路，黄岛28路，黄岛50路，黄岛50路区间，黄岛67路，黄岛303路，黄岛310路，黄岛31路，黄岛33路，黄岛37路，黄岛37路定时快车，黄岛806路，黄岛K21路，黄岛K23路

## 车站历史
本站工程名与正式站名均为太行山路站，以车站东侧的太行山路命名。
- 2017年3月27日，车站主体拱部贯通[4]。
- 2021年12月30日，车站随1号线南段通车开通[1]。